# 708 a.C.

## Eventos
- 18a olimpíada:
  - Télis de Sicião, vencedor do estádio.[1]
  - Introduzidos a luta (pále) e o pentatlo, seus vencedores foram, respectivamente, Euríbato e Lâmpis, ambos da Lacônia.[1][2]